# Frostbite (játékmotor)
Frostbite Engine videójáték-motor, melyet a Battlefield first-person shooter-sorozathoz írt az EA Digital Illusions CE. A motor első verziója, a Frostbite 1.0, kizárólag az Xbox 360 és a PlayStation 3 konzolokat támogatta. A Frostbite 1.5 már támogatta a Microsoft Windows, míg a Frostbite 3 a PlayStation 4 és Xbox One platformot is.
A DICE a motor különböző verzióit használja a saját fejlesztésű videójátékaiknál, így a Battlefield: Bad Company, a Battlefield 1943, a Battlefield: Bad Company 2 (Frostbite 1.5), a Battlefield 3 (Frostbite 2), illetve a Battlefield 4, a Star Wars: Battlefront vagy a Mirror’s Edge Catalyst (Frostbite 3) first-person shootereknél is. A motort a Medal of Honor többjátékos módjához is használták, azonban az egyjátékos módot az Unreal Engine 3 hajtja meg. A motor következő generációját, a Frostbite 2 a 2011-ben megjelent Battlefield 3-ban mutatkozott be, míg a Frostbite 3 a Battlefield 4-gyel jelent meg.

## Verziók

### Frostbite 1.0
A Frostbite 2008-ban mutatkozott be a Battlefield: Bad Companyben. Legfőbb jellemzői a magas dinamikatartományú hang, ami legfőképpen a hangosságot hivatott kezelni. A játékosok tisztábban hallják a fontosabb dolgokat, így például a lövések hangjai mindig hangosabbab mint a játékban a zene, továbbá a Destruction 1.0, amelynek segítségével elpusztíthatóak lesznek bizonyos tárgyak, így például a falak is.

### Frostbite 1.5
A második verzió a Battlefield 1943-ban mutatkozott be, 2009-ben. Tovább fejlesztették a játékban megsemmisíthető tárgyakat az úgynevezett Destruction 2.0 alkalmazással, amely lehetővé teszi, hogy egy egész épületet leromboljunk, ne csak a falakat. 2010-ben elkészült a Battlefield: Bad Company 2, amely szintén ezt a motort használta, ez volt az első játék a Frostbite történetében, amely Windows platformra is elérhető volt.
A kódot a Medal of Honor többjátékos részében is felhasználták, erősen korlátozva a tárgyak megsemmisíthetőségét.

### Frostbite 2
A következő generációs Frostbite a Battlefield 3-ban mutatkozott be, teljes DirectX 11 API- és 64 bites processzor-támogatással érkezett. A Frostbite 2 nem támogatja a DirectX 9-et, ebből kifolyólag Windows Vista vagy annál frissebb operációs rendszerrel kell rendelkeznünk a játékok futtatásához. A Destruction 3.0 által a rombolási lehetőségeket továbbfejlesztették. A Medal of Honor: Warfighter is megkapta ezt a motort.

### Frostbite 3
A következő generációs Frostbite motor a Battlefield 4-gyel mutatkozott be, 2013 őszén. A motorban jelentősen javult az arcok megjelenítése, azok mimikája. Tovább fejlődött a tűz, a robbanások és a füst effektje. A rombolás tovább fejlesztése Destruction 4.0 néven kerül a játékba, ami tesszellációs technológiát is használ. Maga a motor a ugyan a DirectX 10-et és a DirectX 11-et is egyaránt támogatja, viszont az Electronic Arts-játékok nem támogatják az előbbit.

## Frostbite Engine-t használó játékok
| Cím                                     | Év      | Motorverzió | Fejlesztő               | Platform                                                            | Műfaj                              | DirectX 9.0c | DirectX 10 | DirectX 11 |
| --------------------------------------- | ------- | ----------- | ----------------------- | ------------------------------------------------------------------- | ---------------------------------- | ------------ | ---------- | ---------- |
| Battlefield: Bad Company                | 2008    | 1.0         | EA Digital Illusions CE | PlayStation 3, Xbox 360                                             | First-person shooter               | Csökkenés    | Csökkenés  | Csökkenés  |
| Battlefield 1943                        | 2009    | 1.5         | EA Digital Illusions CE | PlayStation 3, Xbox 360                                             | First-person shooter               | Növekedés    | Növekedés  | Növekedés  |
| Battlefield: Bad Company 2              | 2010    | 1.5         | EA Digital Illusions CE | Microsoft Windows, PlayStation 3, Xbox 360                          | First-person shooter               | Növekedés    | Növekedés  | Növekedés  |
| Medal of Honor (csak a többjátékos mód) | 2010    | 1.5         | EA Digital Illusions CE | Microsoft Windows, PlayStation 3, Xbox 360                          | First-person shooter               | Növekedés    | Növekedés  | Növekedés  |
| Battlefield: Bad Company 2: Vietnam     | 2010    | 1.5         | EA Digital Illusions CE | Microsoft Windows, PlayStation 3, Xbox 360                          | First-person shooter               | Növekedés    | Növekedés  | Növekedés  |
| Battlefield 3                           | 2011    | 2           | EA Digital Illusions CE | Microsoft Windows, PlayStation 3, Xbox 360                          | First-person shooter               | Csökkenés    | Növekedés  | Növekedés  |
| Need for Speed: The Run                 | 2011    | 2           | EA Black Box            | Microsoft Windows, PlayStation 3, Xbox 360                          | Verseny                            | Csökkenés    | Növekedés  | Növekedés  |
| Medal of Honor: Warfighter              | 2012    | 2           | Danger Close Games      | Microsoft Windows, PlayStation 3, Xbox 360                          | First-person shooter               | Csökkenés    | Növekedés  | Növekedés  |
| Army of Two: The Devil’s Cartel         | 2013    | 2           | Visceral Games          | PlayStation 3, Xbox 360                                             | Third-person shooter               | Csökkenés    | Csökkenés  | Csökkenés  |
| Battlefield 4                           | 2013    | 3           | EA Digital Illusions CE | Microsoft Windows, PlayStation 3, Xbox 360, PlayStation 4, Xbox One | First-person shooter               | Csökkenés    | Növekedés  | Növekedés  |
| Need for Speed: Rivals                  | 2013    | 3           | Ghost Games             | Microsoft Windows, PlayStation 3, Xbox 360, PlayStation 4, Xbox One | Verseny                            | Csökkenés    | ?          | Növekedés  |
| Plants vs. Zombies: Garden Warfare      | 2014    | 3           | PopCap Games            | Xbox 360, Xbox One, Playstation 4, Playstation 3, Microsoft Windows | Third-person shooter               | Csökkenés    | ?          | Növekedés  |
| Dragon Age: Inquisition                 | 2014    | 3           | BioWare                 | Microsoft Windows, PlayStation 3, Xbox 360, PlayStation 4, Xbox One | Szerep                             | Csökkenés    | ?          | Növekedés  |
| Star Wars: Battlefront                  | 2015    | 3           | EA Digital Illusions CE | Xbox One, PlayStation 4, Microsoft Windows                          | First-person shooter               | Csökkenés    | ?          | Növekedés  |
| Need for Speed                          | 2015    | 3           | Ghost Games             | Microsoft Windows, PlayStation 4, Xbox One                          | Verseny                            | Csökkenés    | ?          | Növekedés  |
| Rory McIlroy PGA Tour                   | 2015    | 3           | EA Tiburon              | PlayStation 4, Xbox One                                             | Sport                              | Csökkenés    | ?          | Növekedés  |
| Plants vs. Zombies: Garden Warfare 2    | 2016    | 3           | PopCap Games            | Microsoft Windows, PlayStation 4, Xbox One                          | Third-person shooter               | Csökkenés    | ?          | Növekedés  |
| Mirror’s Edge Catalyst                  | 2016    | 3           | EA Digital Illusions CE | Microsoft Windows, PlayStation 4, Xbox One                          | Akció-kaland                       | Csökkenés    | ?          | Növekedés  |
| Mass Effect: Andromeda                  | 2016    | 3           | BioWare                 | Microsoft Windows, PlayStation 4, Xbox One                          | Akció-szerep, third-person shooter | Csökkenés    | ?          | Növekedés  |
| Need for Speed: Edge                    | 2016    | 3           | EA Spearhead            | Microsoft Windows                                                   | Verseny                            | Csökkenés    | ?          | Növekedés  |
| Command & Conquer                       | Törölve | 3           | Victory Games           | Microsoft Windows                                                   | Valós idejű stratégia              | Csökkenés    | ?          | Növekedés  |
| Shadow Realms                           | Törölve | 3           | BioWare                 | Microsoft Windows                                                   | Akció-szerep                       | Csökkenés    | ?          | Növekedés  |

## Fordítás
Ez a szócikk részben vagy egészben  a   Frostbite Engine című angol Wikipédia-szócikk fordításán alapul.  Az eredeti cikk szerkesztőit annak laptörténete sorolja fel. Ez a jelzés csupán a megfogalmazás eredetét és a szerzői jogokat jelzi, nem szolgál a cikkben szereplő információk forrásmegjelöléseként.